# Aricidea pulchra
Aricidea pulchra är en ringmaskart som beskrevs av Strelzov 1973. Aricidea pulchra ingår i släktet Aricidea och familjen Paraonidae. Inga underarter finns listade i Catalogue of Life.